# Haageocereus pseudomelanostele
Haageocereus pseudomelanostele är en kaktusväxtart som först beskrevs av Erich Werdermann och Curt Backeberg, och fick sitt nu gällande namn av Curt Backeberg. Haageocereus pseudomelanostele ingår i släktet Haageocereus och familjen kaktusväxter.

## Underarter
Arten delas in i följande underarter:
- H. p. acanthocladus
- H. p. aureispinus
- H. p. chryseus
- H. p. pseudomelanostele
- H. p. turbidus

## Bildgalleri

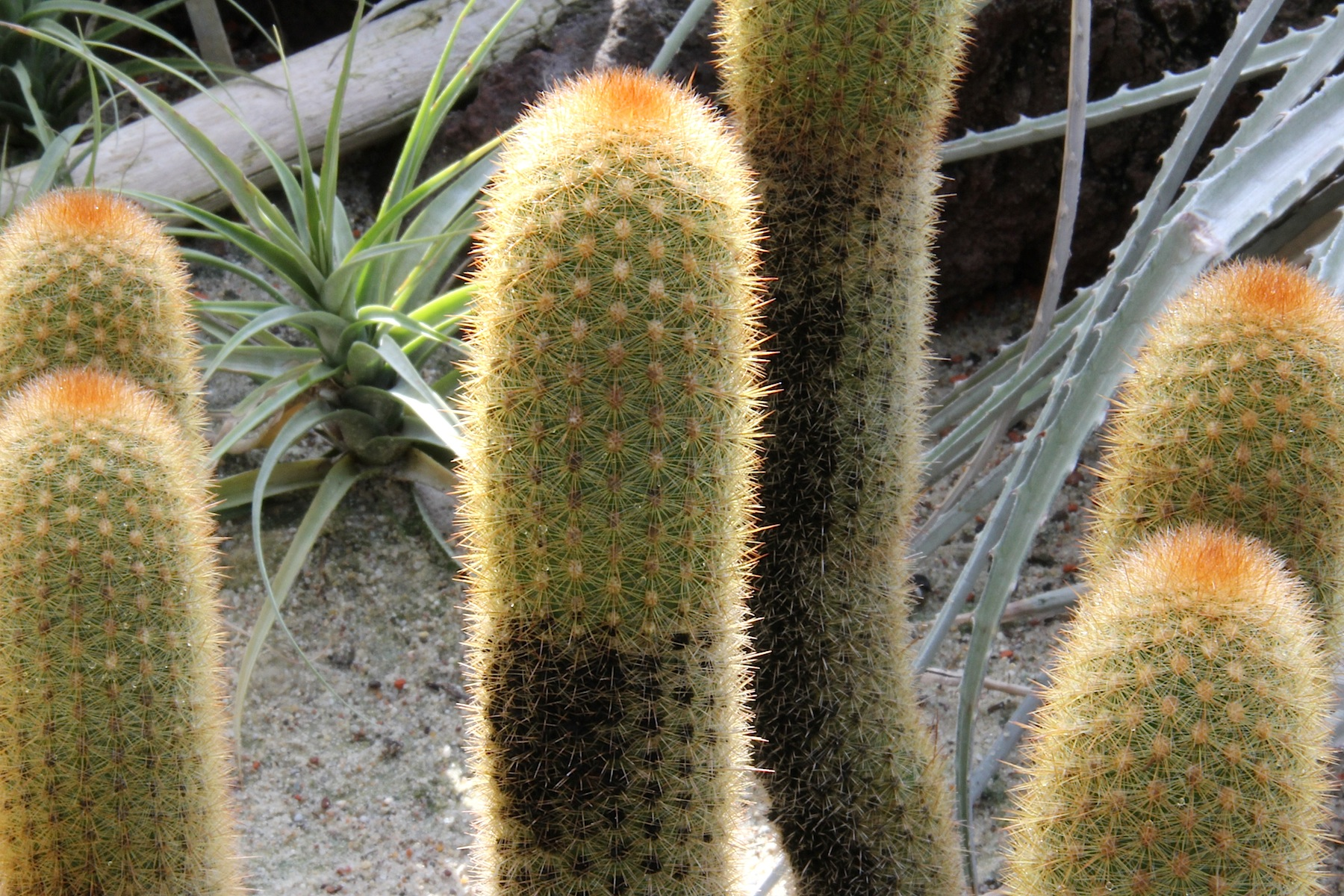